# Vegetárius pinty
A vegetárius pinty vagy növényevő fapinty (Platyspiza crassirostris)  a madarak osztályának verébalakúak (Passeriformes) rendjébe, a tangarafélék (Thraupidae) családjába tartozó Platyspiza nem egyetlen faja.

## Rendszerezés
A nem korábban a sármányfélék (Emberizidae) családjába volt helyezve. Tartozott a Camarhynchus nembe is, Camarhynchus crassirostris néven. Helye a tangarafélék között az újabb molekuláris vizsgálatok alapján biztos. A nem a Camarhynchus nem fajaitól jól elválik.

## Előfordulása
Az Ecuadorhoz tartozó Galápagos-szigetek területén honos. A szigetcsoporton honos Darwin–pintyek egyike. A természetes élőhelye szubtrópusi és trópusi hegyi erdők és száraz erdők.

## Megjelenése
Átlagos testtömege 34,75 gramm.